# Ameroseius georgei
Ameroseius georgei es una especie de ácaro del género Ameroseius, familia Ameroseiidae. Fue descrita científicamente por Turk en 1943.
Esta especie ha sido registrada en Eslovaquia.